# Genaro Alberto Olivieri
Genaro Alberto Olivieri (ur. 4 sierpnia 1998 w Bragado) – argentyński tenisista.

## Kariera tenisowa
Zadebiutował w cyklu ITF Men’s Circuit w 2014 roku, a w 2017 w ATP Challenger Tour.
Do tej pory nie wziął udziału w żadnym turnieju głównym rangi ATP Tour.
W 2023 przeszedł przez kwalifikację do French Open 2023 pokonując w ostatniej rundzie Adriana Andreewa. W turnieju głównym w pierwszej rundzie zwyciężył z francuskim zawodnikiem Giovannim Mpetshi Perricardem, który otrzymał dziką kartę. W drugiej rundzie pokonał innego kwalifikanta, pochodzącego z Włoch, Andrea Vavassoriego. Jego rywalem w trzeciej rundzie był rozstawiony z numerem 6. Duńczyk Holger Rune.
W rankingu gry pojedynczej najwyżej był na 190. miejscu (21 listopada 2022), a w klasyfikacji gry podwójnej na 304. pozycji (29 sierpnia 2022).

### Zwycięstwa w turniejachATP Challenger Tour
| Końcowy wynik | Nr | Data              | Turniej    | Nawierzchnia | Przeciwnik              | Wynik finału    |
| ------------- | -- | ----------------- | ---------- | ------------ | ----------------------- | --------------- |
| Zwycięzca     | 1. | 13 listopada 2022 | Montevideo | Ceglana      | Tomás Martín Etcheverry | 63:7, 7:65, 6:3 |